# Lushes Bight-Beaumont-Beaumont North
Lushes Bight-Beaumont-Beaumont North est une municipalité, située sur l'Île de Terre-Neuve, dans la province de Terre-Neuve-et-Labrador, au Canada. 
La communauté est inaccessible par la route et est desservie par un ferry via Pilley's Island.